# Rattus satarae
Rattus satarae är en gnagare i familjen råttdjur och släktet råttor som lever i västra Indien. Den är nära släkt med svartråttan, och betraktades tidigare som en underart av denna.

## Beskrivning
Rattus satarae har en kroppslängd från nos till svansrot på mellan 15 och 19 cm, och en svanslängd mellan 15 och 24 cm. Pälsen på ovansidan är gyllenbrun, men kan ha svarta hår inblandade, medan buken vanligtvis är helt vit. Svansen och vanligen fötterna är mörka. Framfötterna har fyra tår, bakfötterna fem. Honan har 10 till 12 spenar.

## Utbredning
Arten är endemisk för norra delen av bergskedjan Västra Ghats i västra Indien, där den förekommer i tre mindre, fragmenterade områden.

## Ekologi
Råttan är en trädlevande art som förekommer i trädkronorna i städsegröna och lövfällande skogar på höjder mellan 700 och 2 150 m. Den lever i byggda bon eller naturliga håligheter i träden. Dieten består av frukt och insekter.

### Hotbild
Rattus satarae är rödlistad som sårbar ("VU") av IUCN, och beståndet minskar. Arten är mycket känslig för störningar, och främsta orsakerna till dess nergång är, förutom den starkt fragmenterade utbredningen, skogsbruk, uppodling av skog för plantageplantering, nyplantering med biotopfrämmande arter och biocidanvändning.

## Taxonomi
Arten betraktades länge som en underart av svartråtta, kallad Rattus rattus satarae, men ett fransk-belgiskt forskarlag kunde 2011 med hjälp av DNA- och enzymanalys fastställa att den var en egen art.